# 新州屋
新州屋是一座位於臺灣新竹市東區的一座商業建築，該建築是新竹市第一間百貨公司。

## 沿革
新州屋由戴吳獅創立，該者於光緒22年（1896年）出生在竹塹城北門後壁（布）埔。在進入三益雜貨店工作後，他在1920年於新竹市東門消費市場內以「新州屋」為店名開設小洋品店。
1934年，戴吳獅將店址遷至東前街店舖，並進口日本產品，販售業務逐漸分為四個部門。使新州屋成為新竹市最早期的百貨公司之一，1945年後，店號改為錦華行，同時開辦濟生藥局，並承辦新興血清研究所的特約作為血清貯藏所使用。1974年，第二代屋主韋泂沂將其經營命名為「昇龍百貨」，引進資生堂專櫃，經營西裝、雨傘、洋裝等商品，後期還租賃給婦幼品牌麗嬰房。
近代，由於建築物閒置使用，2019年，第三任屋主陳添順為避免建築因都市更新拆除，將建築原址購買並由旗下鴻梅文創管理權，並在2020年先行於台灣設計展作為展覽區域先行限時開放。在獲得申請文化部文化資產局私有老建築保存再生計畫後，建築則委託雄本老屋進行建築物修繕工程，並針對外觀及內部空間原有結構及痕跡進行修復處理。，修復工程於2023年完工後，則在同年11月以「或者新州屋」之名之複合式空間開放民眾參觀。

## 建築設計
新州屋為鋼筋混凝土構造之典型民間街屋建築，內部採四層格局，其中窗戶外部裝飾有外框和磁磚點綴，並設有溝面磚、地磚、戶外欄杆等裝飾設施。整座建築的繩紋裝飾外框呈現當時流行之現代主義及折衷主義建築風格。該建築外觀由戴吳獅之子戴吳傳設計。

## 另見
- 菊元百貨
- 林百貨

## 外部連結
- 新州屋的Facebook專頁
- 新州屋的Instagram帳戶